# فرن درشر
فرانکین جوی "فرن" درشر (به انگلیسی: Francine Joy "Fran" Drescher) زاده ۳۰ سپتامبر ۱۹۵۷ بازیگر زن تلویزیونی در آمریکا است. او را بیشتر به دلیل کاراکتر فرن فاین در مجموعه تلویزیونی نانی (پرستار بچه) می شناسند.

## اوایل زندگی
فرن درشر در سال۱۹۵۷ میلادی، در یکی از شهرهای حومه نیویورک زاده شد. خانواده فرن اصالتاً از یهودیان اشکنازی جنوب شرق اروپا هستند.

## دوران بازیگری
اوج شهرت فرن درشر با بازی در مجموعه تلویزیونی نانی در سال۱۹۹۳ میلادی، بود. بعد از چند سال فعالیت کمرنگ در سینما در چند سال اخیر به بازی در تلویزیون ادامه می‌دهد. در ایران او را به دلیل بازی در مجموعه تلویزیونی زندگی با فرن می شناسند.
از جمله فیلم‌هایی که او در آن بازی کرده می‌توان به جک، برداشتن قطعات و مرد کادیلاک اشاره کرد.

## فعالیت سیاسی
در سپتامبر ۲۰۰۸ فرن درشر از سوی گلی عامری به عنوان فرستاده سیاسی امریکا در کشورهای مختلف در زمینه سلامتی زنان به فعالیت پرداخت. او در سال ۲۰۰۸ از هیلاری کلینتون در جریان رقابت‌های درون حزبی حزب دموکرات ایالات متحده آمریکا حمایت کرد اما در نهایت علیه او تصمیم گرفت.